# 亀ヶ岡式土器

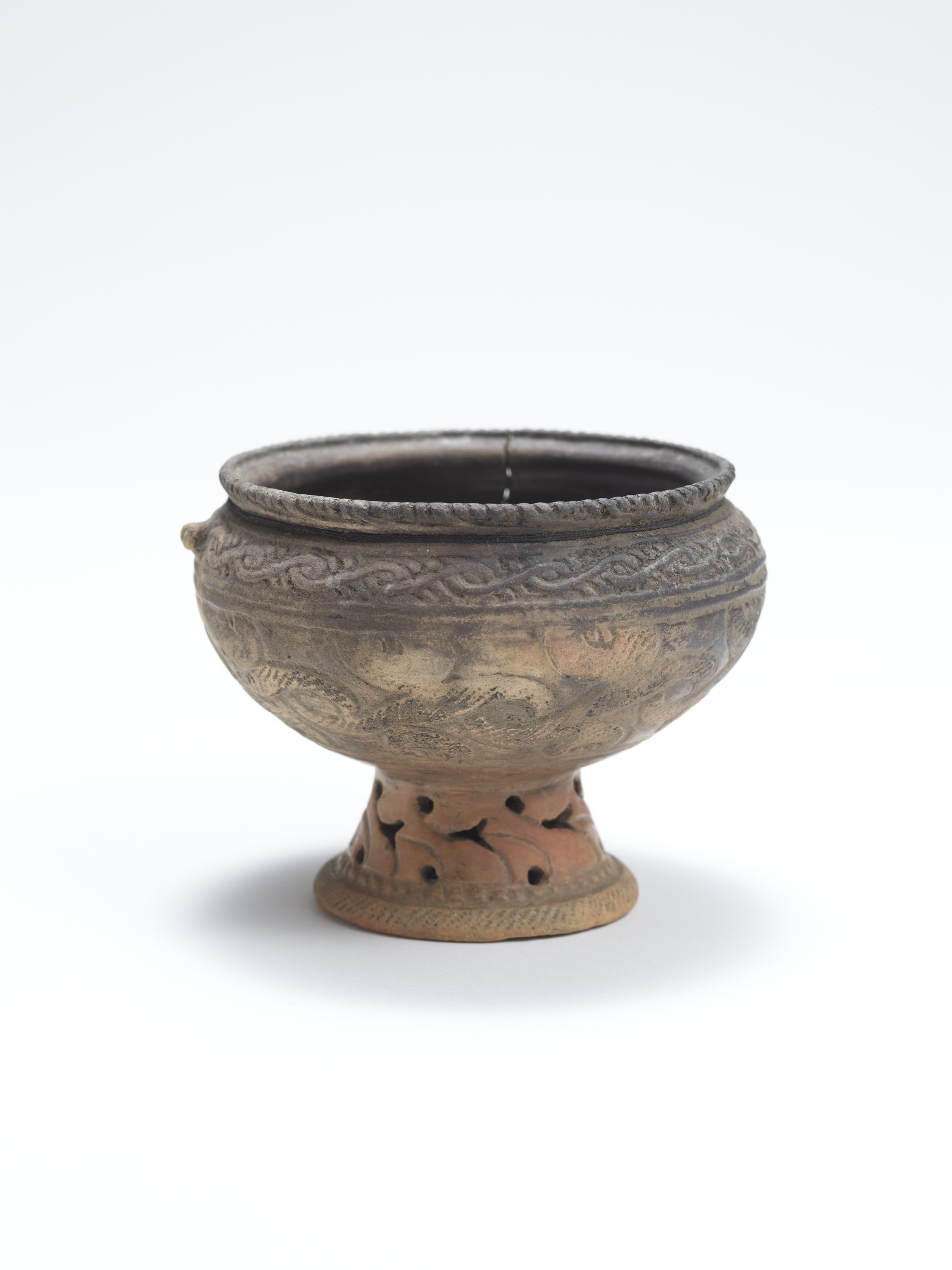
台付鉢形土器。
文様は入組文と羊歯状文の組み合わせ。岩手県岩手郡葛巻町江刈五日市出土。

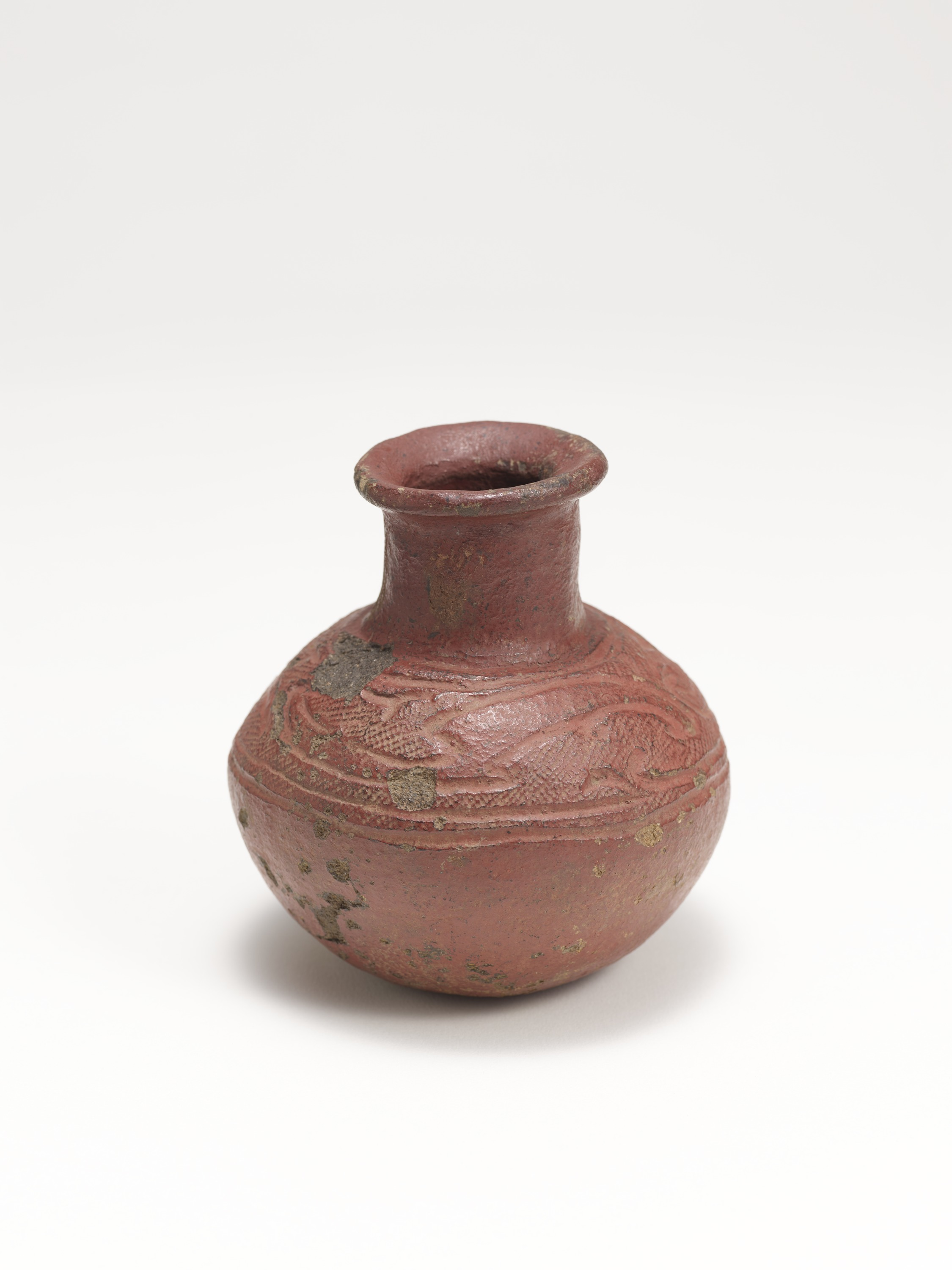
壺形土器。
外面に塗布された赤漆が良く残っている。

亀ヶ岡式土器（かめがおかしきどき）は、亀ヶ岡遺跡（青森県つがる市）の土器を基準とする縄文時代晩期の東北地方、南北海道の土器の総称。

## 概要
亀ヶ岡文化は、今から約3000年ほど前に始まり、紀元前3-4世紀に終末を迎えた。亀ヶ岡式土器の大きな特徴は、様々な器形に多様で複雑怪奇な文様が描かれ、赤色塗料が塗布されている点である。時間の経過とともに、器種構成や文様、装飾、器形などが順次変化していくことが確認されている。
分布域は北奥羽地方を中心に、おおむね南は福島県から北は渡島半島までであるが、関東地方や北陸地方、北海道道央部においても同様の土器がしばしば出土する。西日本でもみられる土器だが出土は限られている。2017年には亀ヶ岡遺跡から約2000km離れた沖縄県北谷町の平安山原B遺跡から出土しており製作地や沖縄に運ばれた背景をめぐって議論がある。

## 文献
- 工藤竹久「東北北部における亀ケ岡式土器の終末」『考古學雜誌』第72巻第4号、1987年、451-480頁。
- 小林圭一『亀ヶ岡式土器成立期の研究 : 東北地方における縄文時代晩期前葉の土器型式』 早稲田大学〈博士 （文学） 乙第2263号〉、2010年。 NAID 500000513575。
- 濱田竜彦「中国地方における縄文・弥生移行期の東日本系土器 (特集 西日本の亀ヶ岡式土器)」月刊考古学ジャーナル (549), 12-16, 2006-10  ニュー・サイエンス社